# Viggo Friderichsen
Viggo Friderichsen, född den 27 september 1875 på Kjærstrup i Fuglse Sogn vid Maribo på Lolland, död den 31 december 1940 i Hellerup, var en dansk teaterdirektör. Han var bror till godsägaren M.W. Friderichsen.
Friderichsen avlade studentexamen i Nykøbing på Falster 1893 och blev candidatus magister vid Köpenhamns universitet 1900. Han var skådespelare vid Det kongelige Teater 1902–1905 och vid Dagmarteatret 1905–1906. Friderichsen var direktör för Folketeatret 1908–1928, 1912-1924 tillsammans med Einar Christiansen, 1924-1926 tillsammans med Axel Frische och från 1927 tillsammans med Poul Gregaard. Under den perioden medverkade han även i stumfilmer.